# La Unión (distrito de Piura)
La Unión é um distrito do Peru, departamento de Piura, localizada na província de Piura.

## Transporte
O distrito de La Unión é servido pela seguinte rodovia:
- PE-1NK, que liga a cidade de Piura ao distrito de Sechura.[1][2][3]